# Вронский, Василий Михайлович
Васи́лий Миха́йлович Вро́нский (1883, Ковель — 1952, Николаевская область) — русский актёр театра и кино. До революции 1917 выступал в театрах многих городов России, в 1914—1919 годах — ведущий актёр и содержатель Русского театра в Одессе. В 1921 году снялся в нескольких кинофильмах в Германии. В 1922—1941 годах постоянно жил в Кишинёве (Румыния, с 1940 — СССР), где играл в русском театре «Колизей», а затем основал собственный театр. Во время румынской оккупации Одессы (1941—1944) стал главным режиссёром Русского театра, который стали называть «театром Вронского». В 1944 году арестован сотрудниками военной контрразведки СМЕРШ и репрессирован, погиб в ГУЛАГе. Реабилитирован в 1996 году.

## Биография

### Начало творческого пути (1903—1914)
Василий Михайлович Вронский родился в Ковеле в 1883 году. Отец — Михаил Григорьевич Вронский, делопроизводитель в женской гимназии; мать — Ванда Робертовна Вернер-Теодорович (Вронская). Кроме Василия в семье было ещё двое детей — Александр (погиб на фронте в 1917 году) и Мария. Михаил Григорьевич умер около 1890 года, и семья переехала в Киев к родственникам. Здесь Василий окончил гимназию, в 1903 году — театрально-художественное училище, и в том же году начал свою театральную карьеру в антрепризе М. Бородая в Троицком народном доме (ныне — Киевский национальный академический театр оперетты). Первая роль — артельщик в комедии Л. Толстого «Плоды просвещения».
Вместе с труппой переехал в Полтаву, а после — в Житомир, где стал приобретать популярность благодаря опеке артиста Людвигова. До 1914 года актёр путешествовал по России, выступая в театрах Ростова, Новочеркасска, Таганрога, Самары, Пензы, Омска, Иркутска, Петербурга. В Петербурге работал в антрепризе В. Лин, в театре В. Казанского, Малом театре и театре С. Ф. Сабурова («Пассаж»). Вскоре он работал у Сабурова в Москве. Исполнял, в частности, главную роль в комедии М. Гласа «Поташ и Перельмутер». Пьеса с успехом была поставлена около 80 раз в Москве и 100 раз в Петербурге, а позже — 60 раз в Одессе.

### Одесса и Киев (1914—1919)
В середине 1914 года во время гастролей в Одессе Вронский решает остаться в этом городе и становится ведущим актёром Русского театра (был и совладельцем Русского театра, имея в нём 40 % паёв).
Весной 1917 года Вронский и актёр Н. И. Собольщиков-Самарин открыли театр революционной сатиры «Вронсобсам». В этом театре высмеивались как реакционеры, так и фанатичные революционеры, в то же время, Вронский имел дружественные связи с местными лидерами эсеров и большевиков. В этот период Вронский часто приезжал на гастроли в Киев.
В 1916 году Киев посетил одесский театр «Фарс» — фарсовая группа Русского театра — во главе с М. И. Черновым. Ведущими актёрами «Фарса» были В. Вронский и его жена М. С. Стосина. Бенефис Вронского в Киеве (комедия «Аромат греха» С. Ф. Сабурова) имел большой успех и был повторён, бенефис Стосиной (фарс «У ног вакханки») был таким же успешным. Часть выступлений Вронского проходила в Киевском литературно-артистическом клубе (КЛАК) на улице Николаевской (ныне улица Архитектора Городецкого). Сохранился отзыв журналиста Г. Н. Брейтмана о поставленном в Киеве фарсе «Бабник», В. Вронский в этой невысокого качества пьесе показал настоящую утончённую комедийную игру, проявил «талант […] способный облагородить гадость».
Второй раз гастроли театра «Фарс» в Киеве состоялись в апреле — мае 1918 года, спектакли ставились на сцене Оперного театра. 28 мая Вронский стал сорежиссёром и ведущим актёром киевского театра лёгкой комедии и оперетты «Пэлл-Мэлл» и работал в этом театре до конца августа. Напарницами Вронского были актрисы Л. С. Самборская (впоследствии — заслуженный деятель искусств РСФСР) и Е. Н. Астрова. Игра артистов неизменно получала положительные рецензии критиков и отзывы прессы. Одновременно Василий Михайлович продолжал выступать в Литературно-артистическом клубе, где его партнёрами были комик В. Я. Хенкин, актёр театра «Соловцов» Ю. Яковлев, режиссёр и актёр М. М. Бонч-Томашевский. Артиста избрали кандидатом в члены директората КЛАК, его приглашали на постоянную должность в театре оперетты и в театре «Пэлл-Мэлл», но в сентябре он стал членом труппы Соловцова. Одновременно в этот театр пришла актриса и певица Т. И. Дуван, игравшая с Вронским в пьесах «Горе от ума» Грибоедова, «Плоды просвещения» Л. Толстого, «Дядюшкин сон» Достоевского и других. В октябре в театре состоялись два вечера с участием В. Вронского и А. Аверченко. Театровед и журналист В. А. Чаговец назвал их встречей «короля смеха» и «короля веселья». Вронский и ранее блестяще воплощал на сцене пьесы Аверченко, например, одноактное представление «Старики».
В ноябре 1918 года в Одессе умерла актриса М. С. Стосина и Вронский уехал на похороны. 24 января 1919 года он вернулся в Киев и вскоре женился на Тамаре Дуван. Затем до конца 1919 года жил в Одессе, снова был антрепренёром Русского театра.

### Начало эмиграции (1920—1921)
В декабре 1919 года В. Вронский заключил контракт с немецкой кинофирмой Decla-Bioscop и выехал на съёмки в Берлин. До Германии ему пришлось добираться пароходом через Стамбул, а затем через Болгарию, Сербию и Австрию. Около 15 месяцев он работал на берлинской киностудии, снялся в ряде фильмов, в том числе по «Идиоту» Достоевского и по пушкинскому «Дубровскому». «Дубровский» режиссёра П. И. Чардынина был первым фильмом, снятым в Германии исключительно русской группой. В некоторых картинах с ним играла его жена Тамара Дуван. В сентябре 1920 года Вронский избран в правление созданного тогда Союза Русских сценических деятелей в Германии.
После окончания съёмок он обратился в советское торгпредство за разрешением вернуться, но ему было отказано. Представитель предупредил, что его могут «повесить на первой русской станции» и посоветовал «дождаться окончания революции». Согласно Файтельберг-Бланку, из Берлина актёр переехал в Софию, где около полугода играл в русских театрах, а в декабре 1921 года получил приглашение от антрепренёра Бискера приехать на гастроли в Кишинёв. По другим данным, по крайней мере до сентября 1922 года Вронский находился в Германии и продолжал участвовать в съёмке русских фильмов.

### Кишинёв (1922—1941)
С 1922 (1923?) года Вронский — актёр кишинёвского русского драматического театра «Колизей». Скоро стал популярным, и в начале 1930-х годов организовал передвижной русский театр, выступавший в разных городах Бессарабии, также был главным режиссёром постоянного Русского театра в Кишинёве.
В 1930 году Тамара Дуван, которой не нравилось играть в провинциальных театрах, сбежала в Париж с бессарабским помещиком Богасовым. Вронский отправился за ней, пытался вернуть, но безрезультатно. В 1936 году он женился на румынской подданной Елене Доризо.
В 1936 году власти Румынии активно проводили румынизацию Бессарабии. Вронский в это время работал режиссёром-осветителем у гастролирующей советской балетной труппы. Некоторые артисты были уличены в шпионаже, и Вронского допрашивали в сигуранце, после чего власти запретили ставить русские пьесы и кишинёвский Русский театр был закрыт. Вронский принял румынское подданство, но не знал языка, поэтому отказался от предложения стать режиссёром румынского театра Ливеску. До 1940 года ему пришлось работать весовщиком на зерновом рынке станции Березино Аккерманского уезда.
В первые недели после присоединения Бессарабии к СССР Вронский был избран председателем Березинского сельсовета, и работал на этой должности около двух месяцев. Затем Управление культуры Молдавской ССР определило его артистом высшей категории в Государственный русский драматический театр, переведённый советскими властями из Тирасполя в Кишинёв. Вронского вызывали на допрос в НКВД, но не нашли за ним каких-либо преступлений, и 11 июня 1941 года он получил советское гражданство.

### В оккупированной Одессе (1941—1944)
После начала Великой Отечественной войны, во время эвакуации кишинёвского театра, Вронский специально отстал от эшелона и отправился со своей семьёй в Одессу. Здесь они остановились у родственника Е. Доризо профессора Павловича, переулок Сеченова, № 7. Через несколько дней дом был разрушен при бомбёжке, погибла жена профессора. После этого Вронские поселились в домиках бывшего пионерского лагеря на Большом Фонтане.
В августе 1941 года, во время блокады Одессы (13 августа — 16 октября), Василий Михайлович работал чтецом в радиокомитете и заведовал драматическим отделом Управления искусств при Одесском областном совете. Он организовывал «летучие концерты» в воинских частях, артисты этих концертных групп выезжали на фронт на трамвае. 10 сентября Вронского подвозил на машине какой-то командир. Артист неосторожно сообщил ему, что жил в Румынии. Сразу же Вронский был арестован, в его домике на Большом Фонтане произвели обыск, но ничего подозрительного не обнаружили. Тем не менее, следователь Каруцкий предъявил множество обвинений, в том числе обвинения в шпионаже в пользу Германии и Румынии. Советские войска 16 октября оставили Одессу, заключённых тюрьмы не смогли эвакуировать, и они освободились. Следствие по делу Вронского, однако, не было закрыто.
В начале оккупации Вронские бедствовали. Елена Доризо умерла в ноябре от туберкулёза, и Василию Михайловичу приходилось продавать одежду, чтобы выжить с двумя детьми — трёхлетней Татьяной и семилетней приёмной дочерью Наташей. Затем Василий Михайлович прописался в префектуре как румынский подданный и устроился в железнодорожный магазин, где работал до марта 1942 года.
С декабря 1941 года в оккупированной Румынией Одессе начали открываться театры. Генеральный примар (мэр) Одессы Г. Пынтя и примар сектора (заместитель мэра) К. Видрашку оказались знакомыми Вронского ещё по Кишинёву, и Василий Михайлович использовал свои связи, чтобы попытаться вернуть себе в собственность Русский театр, главным пайщиком которого он был в 1914—1919 годах. Дом Вронского посещали и другие представители румынских властей Одессы — примар Заевлошин, директор железных дорог Киоряну, адвокат Думетреску. На встречах с ними Василий Михайлович стремился расположить их к городу, убеждал отказаться от политики террора и насилия.
Власти разрешили взять в аренду полуразрушенное здание театра. Был найден строитель-подрядчик Никулин, который дал и первые денежные взносы под будущую долю от доходов театра. Арендная плата примарии составляла 20 % от сборов. В июне 1942 года (по другим данным 16 апреля) Русский театр драмы и комедии Василия Вронского открылся постановкой «Ревизора» Гоголя. Затем в репертуар театра вошли классические произведения — Шекспира, Чехова, Островского. Только с июня 1942 по март 1943 года поставлено более 120 пьес, почти каждую неделю по средам давались премьеры. Оперный театр, восставленный во время оккупации певцом Н. П. Савченко, и театр Вронского стали главными культурными центрами города. У Вронского работали 40—55 человек, ведущими артистами были Домбровский, Фалеев, Еланский, Савельев, Савченко-Зорин, Иванов, Верецкий, Сныну.
В этот период Вронский женился четвёртый раз — на Елене Триевой.
Василия Михайловича называют совершенно аполитичным, он никогда не вступал ни в какие партии и не был сторонником каких-либо идеологий. В транснистрийской Одессе, однако, он стал обличать советскую пропаганду, в 1942—43 годах написал ряд статей для журнала «Колокол», газеты «Одесские новости» и «Одесской газеты», в которых называл оккупацию «избавлением от власти дьявола». В 1942 году по требованию отдела румынской пропаганды Русский театр поставил пьесу П. Першина «Божий одуванчик», рассказывающую о преступлениях коммунистов. Вронский играл в ней роль следователя. В то же время, получив распоряжение уволить из театра бывших комсомольцев, Василий Михайлович обратился с ходатайством об их оставлении и поручился за всех работников театра. Двенадцать комсомольцев зарегистрировались в полиции, но более не преследовались властями. Вронский ненадолго был арестован румынской полицией за то, что принял на работу и укрывал двух евреев, которые всё же были арестованы.
В марте 1944 года, при приближении к Одессе советских войск, власти Германии планировали эвакуировать театр Вронского и отправить его на культурное обслуживание воинских формирований русских коллаборационистов. Вронский саботировал это решение, в результате работники театра не были вывезены в Германию, имущество также осталось в театре. 20 марта Вронский выехал в Румынию, оставив театр на административного директора.

### Арест и гибель
6 октября 1944 года Вронский был арестован сотрудниками военной контрразведки СМЕРШ 5-й Воздушной армии в городке Либлинг на западе Румынии. Он был доставлен в Одессу и обвинён в сотрудничестве с румынской разведкой и антисоветской агитации (дело № 2494).
Ещё при первом аресте в 1941 году Вронский обвинялся, в том числе, в связи с «врангелевской контрразведкой» и выдаче коммунистов и революционеров в Одессе в 1917—1919 годах. Это было абсурдное обвинение, поскольку Врангель не имел власти в Одессе, а руководителем Белого движения стал только весной 1920 года. Осенью 1919 года Вронский действительно допрашивался белой контрразведкой в связи с арестом помощника режиссёра Одесского русского театра большевика Гришина. Вронский хорошо знал Гришина, а на допросе заявил, что ничего не знает о его политической принадлежности, и Гришин вскоре был освобождён. Среди других абсурдных обвинений фигурировал брак артиста с Е. Доризо, который был расценен чекистами как «сделка с сигуранцей».
Следствию не удалось найти никаких доказательств сотрудничества Вронского с румынскими генералами разведки и контрразведки Абрамеску и Балатеску, сотрудничества с немецкой полицией. Однако Вронский был вынужден согласиться с обвинениями в антисоветской агитации. Осуждён 2 марта 1945 года военным трибуналом НКВД на 10 лет исправительно-трудовых лагерей. В 1947 году заключённый пытался обжаловать приговор, но безрезультатно.
Умер Василий Михайлович Вронский в феврале 1952 года в Николаевской области, в сельскохозяйственной исправительно-трудовой колонии № 12. Похоронен в общей могиле, место захоронения неизвестно.
В 1996 году реабилитирован в связи с отсутствием в деле доказательств преступления.

## Фильмография
- «Weib und Palette» (1921, Германия) — барон Нордек
- «Das Spiel mit dem Feuer» («Игра с огнём», 1921, Германия)
- «Dubrowsky, der Räuber Ataman» («Дубровский», 1921, Германия, по роману А. С. Пушкина)
- «Irrende Seelen» (1921, Германия, по роману Ф. М. Достоевского «Идиот») — Тоцкий
- «Der Mord in der Greenstreet» («Убийство на Зелёной улице», 1921, Германия)
- «Der falsche Dimitri» («Лжедмитрий», 1922, Германия) — Мстиславский